# Indische Tamilen in Sri Lanka

Bevölkerungsanteil der indischen Tamilen in Sri Lanka nach der Volkszählung 2012

Die indischen Tamilen, indischstämmigen Tamilen oder Hochlandtamilen sind derjenige Teil der tamilischen Bevölkerung Sri Lankas, deren Vorfahren während der britischen Kolonialzeit ab 1840 größtenteils als Plantagenarbeiter aus Südindien (Tamil Nadu) einwanderten. Sie unterscheiden sich sprachlich, kulturell und vom Selbstverständnis von den einheimischen Sri-Lanka-Tamilen. Die rund 840.000 indischstämmigenen Tamilen stellen 4,2 Prozent der Bevölkerung Sri Lankas (2012). Die meisten indischstämmigen Tamilen leben im Hochland Sri Lankas. Nur im Distrikt Nuwara Eliya stellen sie die Bevölkerungsmehrheit. Größtenteils sind sie als Arbeiter auf Teeplantagen beschäftigt.

## Bezeichnung

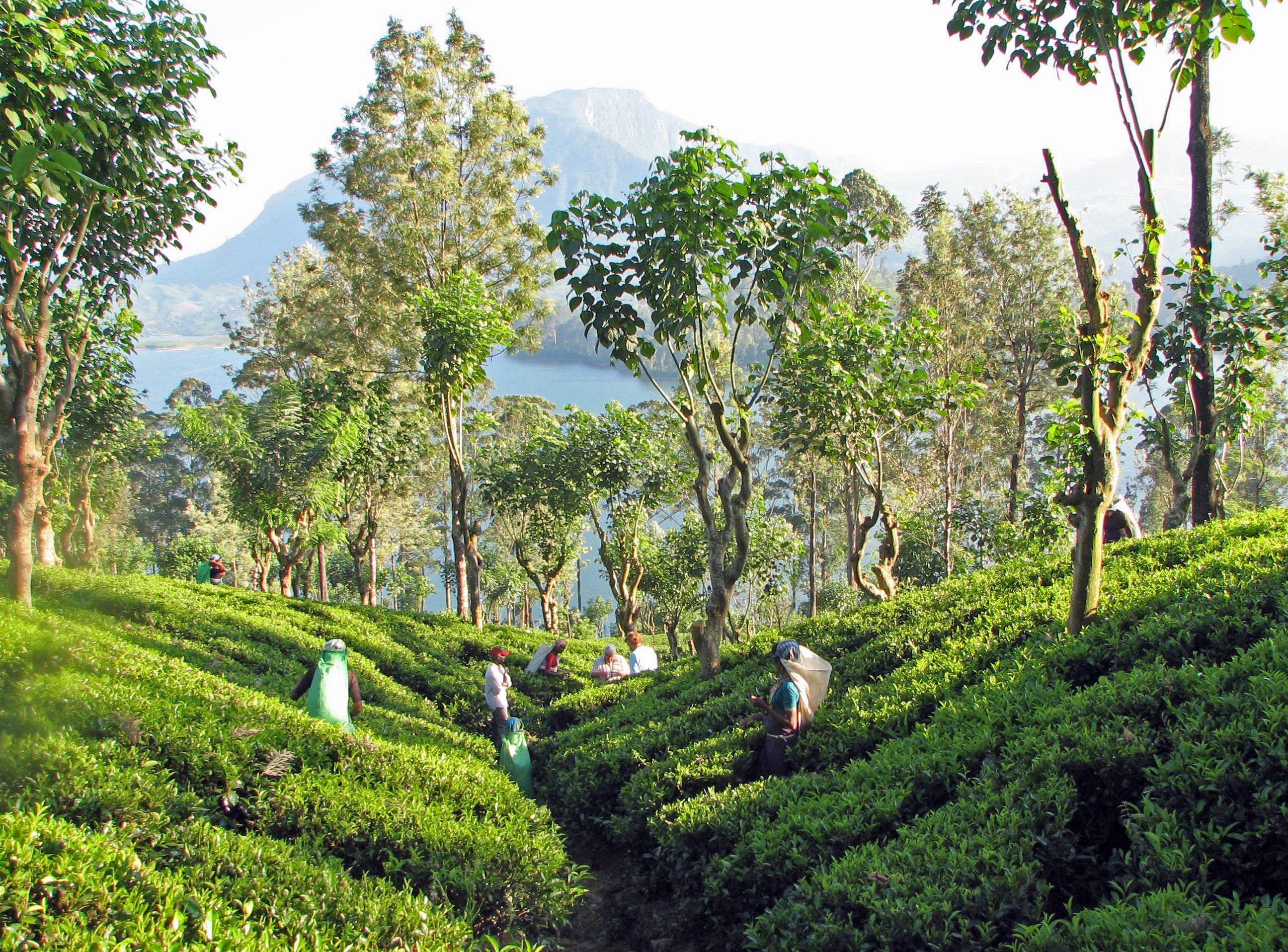
Die meisten indischen Tamilen in Sri Lanka leben auf Teeplantagen im zentralen Hochland der Insel.

Im offiziellen sri-lankischen Sprachgebrauch werden die Tamilen, deren Vorfahren aus Indien stammen, als „indische Tamilen“ (englisch Indian Tamils, Tamil இந்தியத் தமிழர் Intiyat tamiḻar) bezeichnet. Viele Angehörige dieser Bevölkerungsgruppe empfinden die Bezeichnung „indische Tamilen“ aber als diskriminierend, da sie ihnen implizit ihr Srilankischsein abspricht. Sie bevorzugen daher die Bezeichnung „Hochlandtamilen“ (englisch Up-Country Tamils oder Hill Country Tamils, Tamil மலையகத் தமிழர் Malaiyakat tamiḻar), die ihre Verbindung zum zentralen Hochland Sri Lankas unterstreicht. Da ein Großteil der indischen Tamilen in Sri Lanka auf Teeplantagen arbeitet, wird häufig auch die Bezeichnung „Plantagentamilen“ (englisch Estate Tamils oder Plantation Tamils, Tamil தோட்டத் தமிழர் Tōṭṭat tamiḻar) verwendet, die jedoch wegen des geringen Prestiges der Plantagenarbeit oft als stigmatisierend empfunden wird. Viele indische Tamilen, die in Städten wie Colombo leben, lehnen auch den Begriff „Hochlandtamilen“ ab, da sie nicht mit den statusniedrigen Plantagenarbeitern in Verbindung gebracht werden wollen, und bezeichnen sich stattdessen als „indischstämmige Tamilen“ (englisch Indian-origin Tamils, இந்திய வம்சாவளித் தமிழர் Intiya vamcāvaḷit tamiḻar).

## Geschichte

### Kolonialgeschichte

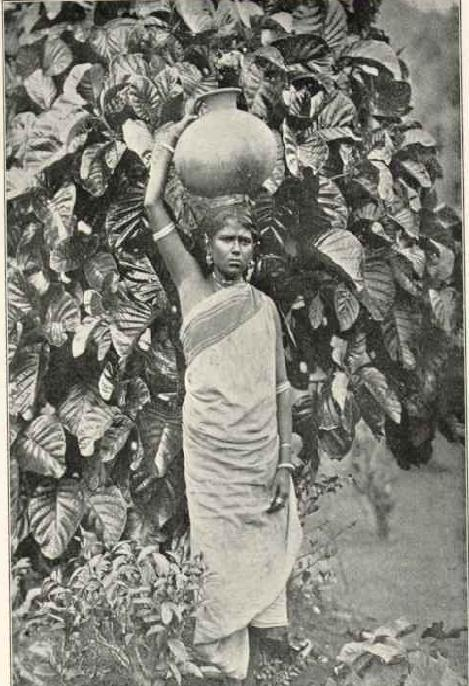
Tamilische Plantagenarbeiterin auf Ceylon (1907)

Für den Aufbau einer großen Plantagenwirtschaft in Sri Lanka (damals Ceylon) konnten die Briten ab Anfang des 19. Jahrhunderts den Bedarf an Arbeitern durch die lokale meist singhalesische Bevölkerung nicht mehr decken. Deshalb wurden indische Tamilen aus Südindien (Tamil Nadu) als Gastarbeiter auf die Insel geholt. Zunächst war die Plantagenwirtschaft der Engländer auf Ceylon auf den Anbau von Kaffee orientiert, eine Blattkrankheit führte jedoch dazu, dass Tee zum wichtigsten Anbauprodukt wurde. Hierfür waren ganzjährige Arbeitskräfte notwendig. Mit dem Aufschwung des Teeanbaus holten die Arbeiter ihre Familien nach. Sie siedelten sich vor allem im Teeanbaugebiet im zentralen Hochland der Insel an.
Indische Tamilen kamen nicht nur als Plantagenarbeiter nach Sri Lanka. Rund ein Viertel von ihnen waren Händler, Geldverleiher oder übten andere Berufe aus. Der Anteil der indischen Tamilen überschritt bald den der einheimischen Tamilen. Ihren höchsten Wert erreichten sie in den 1930er Jahren mit 15 Prozent an der Gesamtbevölkerung gegenüber 11 Prozent Anteil der einheimischen Tamilen.

### Nach der Unabhängigkeit
Nach der Unabhängigkeit Ceylons vom Britischen Weltreich im Jahr 1948 änderte sich die Situation der indischen Tamilen in Sri Lanka. Im Ceylon Citizenship Act von 1948 wurde ihnen kollektiv die Staatsbürgerschaft entzogen. 780.000 meist schon in Sri Lanka geborene Tamilen indischer Abstammung wurden staatenlos. Vordergründig wurden dazu singhalesisch-nationalistische Erklärungen abgegeben. Allerdings wurde dieser Schritt auch von bedeutenden Vertretern der einheimischen Tamilen wie Ponnambalam Ramanathan unterstützt, der durch die indischen Tamilen den Einfluss und die kulturelle Eigenständigkeit seiner Bevölkerungsgruppe gefährdet sah.
Der kurz nach der Unabhängigkeit 1948 verabschiedete Ceylon Citizenship Act schloss die vor allem im Norden lebenden früh zugewanderten ethnischen Sri-Lanka-Tamilen von der ceylonesischen Staatsangehörigkeit aus. Etwa elf Prozent der Bevölkerung wurden somit staatenlos. Der Indian and Pakistani Residents (Citizenship) Act, im Folgejahr erlaubte zwar den Erwerb der Staatsbürgerschaft nach 7‒10 Jahren, forderte aber ein extrem hohes Mindesteinkommen ‒ von rund 875.000 Anträgen wurden nur 135.000 positiv beschieden.
1964 und 1974 wurden zwischen Indien und Sri Lanka zwei Verträge ausgehandelt, die die Repatriierung von 600.000 Tamilen indischer Abstammung nach Indien vorsahen. 375.000 indischen Tamilen wurden unter strengen Konditionen die sri-lankische Staatsbürgerschaft zugesprochen. In der Folgezeit bemühte sich die Regierung um die Abschiebung der nicht eingebürgerten indischen Tamilen. Dies gestaltete sich jedoch schwierig, vor allem wegen der schlechten Verwaltung und der Ablehnung der Tamilen, in ein für sie fremdes Land auszuwandern. So konnten auch über zehn Jahre später nur etwa die Hälfte aller indischen Tamilen nach Indien abgeschoben werden. In den Jahren 1984/1985 verfügte die Regierung eine generelle Einbürgerung für alle verbliebenen Tamilen indischer Abstammung in Sri Lanka. Dies geschah, um weitere Interventionen Indiens in Sri Lanka zu unterbinden.
Den nach 1982 nach Indien gelangten tamilischen gut 300.000 Kriegsflüchtlingen, von denen 2018 noch ca. 101.000 dort lebten, wird die indische Staatsangehörigkeit verwehrt.

### Ethnischer Konflikt
Nach der Unabhängigkeit verschärfte sich in Sri Lanka der ethnische Konflikt zwischen der singhalesischen Mehrheit und der tamilischen Minderheit. Vor allem die einheimischen Tamilen im Norden und Osten Sri Lankas forderten Autonomie für die Tamilengebiete oder gar einen unabhängigen Staat Tamil Eelam. Auch wenn sich die indischen Tamilen in Sri Lanka nicht direkt an diesem Konflikt beteiligten, waren auch sie von den anti-tamilischen Pogromen betroffen, die 1958, 1977 und 1983 (Schwarzer Juli) stattfanden. Die Spannungen mündeten schließlich in einen Bürgerkrieg, der zwischen 1983 und 2009 zwischen der sri-lankischen Regierung und tamilischen Rebellenorganisationen, vor allem den Liberation Tigers of Tamil Eelam (LTTE), ausgetragen wurde. Zwar betonten die srilankatamilischen Separatisten die Solidarität aller Tamilen, doch waren sie kaum an den Belangen der indischstämmigen Tamilen interessiert. Auch der geforderte Staat Tamil Eelam hätte nicht die Siedlungsgebiete der indischen Tamilen im Zentrum Sri Lankas umfasst. Auch wenn viele indischstämmige Tamilen mit der LTTE sympathisierten, sahen sie ihre Zukunft daher eher in einem multiethnischen Sri Lanka. Gleichwohl waren auch sie angesichts der Polarisierung durch den ethnischen Konflikt zunehmender Diskriminierung durch die singhalesische Bevölkerungsmehrheit ausgesetzt.

### Bevölkerungsentwicklung
Bei der sri-lankischen Volkszählung werden seit 1911 indische und sri-lankische Tamilen separat gezählt. Die folgende Tabelle zeit die Anzahl der indischen Tamilen in Sri Lanka sowie ihren Anteil an der Gesamtbevölkerung seit 1911.
| Jahr | Zahl      | Prozent |
| ---- | --------- | ------- |
| 1911 | 531.000   | 12,8 %  |
| 1921 | 602.700   | 13,4 %  |
| 1931 | 818.500   | 15,4 %  |
| 1946 | 780.600   | 11,7 %  |
| 1953 | 974.100   | 12,0 %  |
| 1963 | 1.123.000 | 10,6 %  |
| 1971 | 1.174.900 | 9,3 %   |
| 1981 | 818.700   | 5,5 %   |
| 2001 | 855.000   | 5,1 %   |
| 2012 | 842.300   | 4,2 %   |

## Demografie

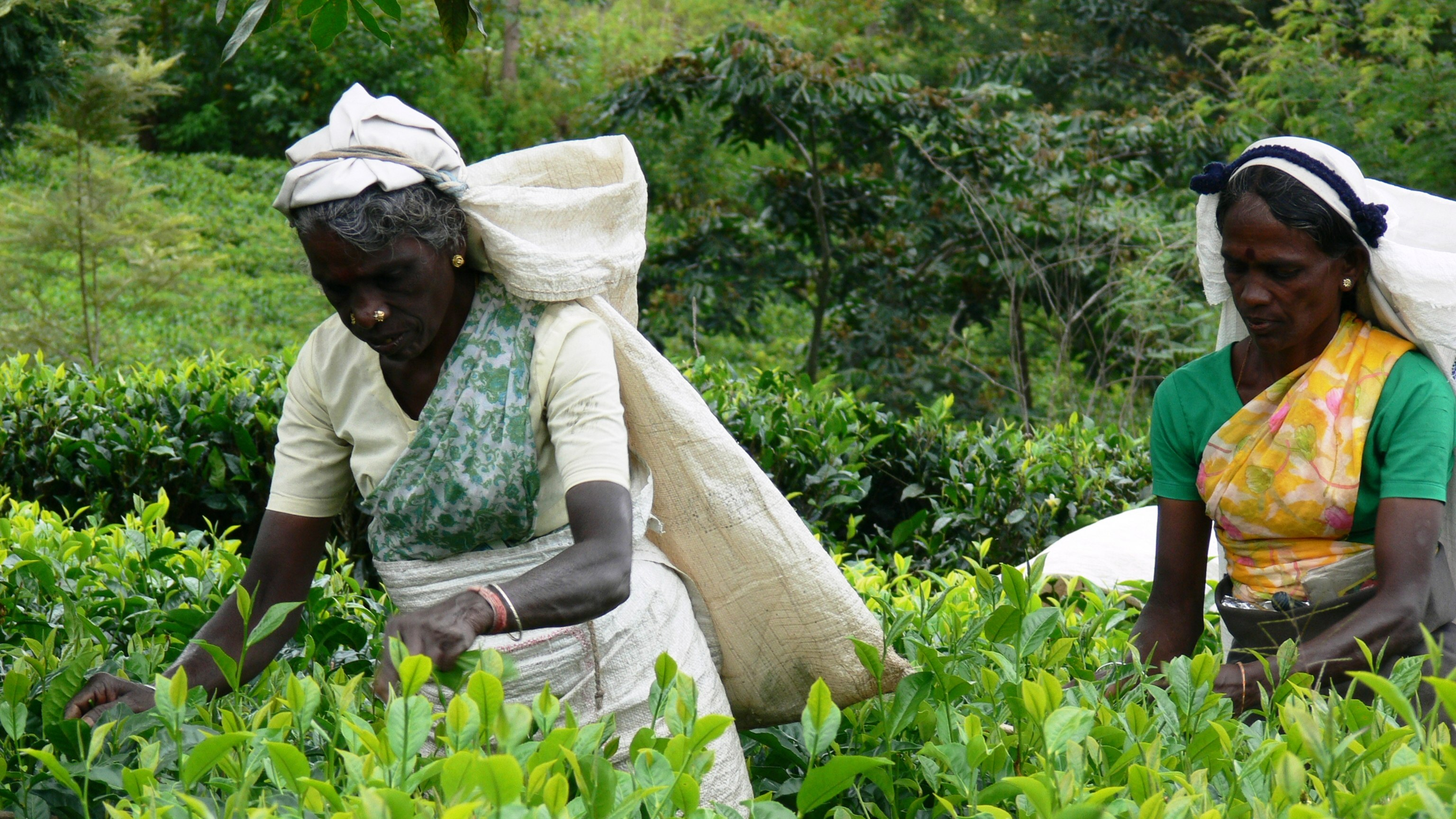
Tamilische Arbeiterinnen auf einer Teeplantage in Sri Lanka

Nach der Volkszählung 2012 leben in Sri Lanka rund 840.000 indische Tamilen, was einem Anteil von 4,2 Prozent an der Gesamtbevölkerung entspricht. Die Zensusdaten beruhen allein auf den Angaben der Befragten. Wahrscheinlich identifizierten sich viele indischstämmige Tamilen bei der Volkszählung als Sri-Lanka-Tamilen. Die tatsächliche Anzahl der indischen Tamilen in Sri Lanka dürfte also noch höher liegen, auch wenn sie sich nicht genau beziffern lässt.
Fast 90 Prozent der indischen Tamilen leben im Hochland im Zentrum Sri Lankas, wo sich die Teeplantagen befinden. Am höchsten ist ihr Anteil im Distrikt Nuwara Eliya, wo sie mit 53 Prozent die Bevölkerungsmehrheit stellen. Auch in den Distrikten Badulla, Kandy, Ratnapura, Kegalle und Matale gibt es eine nennenswerte indisch-tamilische Bevölkerung. Nach wie vor ist ein großer Teil der indischstämmigenen Tamilen auf Teeplantagen ansässig. Nach der Volkszählung 2012 lebten 81 Prozent der indischen Tamilen in Sri Lanka auf Plantagen. Gleichzeitig waren 75 Prozent der auf Plantagen ansässigen Bevölkerung indische Tamilen.

## Kultur
Die soziale Struktur der indischen Tamilen ist dieselbe wie im ländlichen Tamil Nadu. Die Gemeinschaft ist durch das Kastensystem bestimmt. Auf den Teeplantagen ist die Teefabrik das Zentrum aller Aktivitäten. Die tamilischen Arbeiter leben auf der Teeplantage, die ihr gesamtes Leben bestimmt. Bis heute sind die Teepflückerinnen in Sri Lanka ausnahmslos indische Tamilinnen. Die Männer sind für Arbeiten in der Fabrik und zum Zuschneiden der Teebüsche verantwortlich.
Zur Armut und zur Isolation der Plantagenarbeiter beigetragen haben auch die Jahrzehnte, in denen indische Tamilen keine Staatsbürger Sri Lankas waren. Sie waren keine Wähler und keine politische Gruppierung hat sich für ihre Interessen starkgemacht. Die Kindersterblichkeit und Unterernährung bei indisch-tamilischen Kindern liegt weit über dem Landesdurchschnitt.
Die eigene Stellung in der Gesellschaft ist dadurch geprägt, in welche Kaste man geboren wurde. Dabei unterscheidet sich das Kastensystem der indischen Tamilen von dem der einheimischen Sri-Lanka-Tamilen in einigen Punkten. Als höhere Kasten angesehen werden die Vellalas, Kallar, Agamudaiyar, Maravar, Naidus, Reddiars und Nairs; sie haben bessere Wohnmöglichkeiten und Arbeitsplätze. Die härteren körperlichen Arbeiten werden meistens von den Mitgliedern der als niedrig angesehenen Kasten wie Pallars, Paraiyars und Sakkiliar verrichtet. Das Kastensystem spielt gerade bei den indischen Tamilen noch eine große Rolle, wobei es auch hier zu Modernisierungen kommt.

## Religion
Etwa 90 Prozent der indischen Tamilen sind Hindus, etwa 8 Prozent Christen (davon die meisten Anglikaner und Katholiken) und etwa 2 Prozent Muslime.